# Frontera entre Alemanya i Polònia

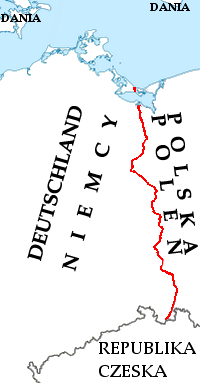
Frontera entre Polònia i Alemanya Moderna (des de 1945)

La frontera entre Alemanya i Polònia és la frontera estatal entre Polònia i Alemanya. Té una longitud total de 467 quilòmetres La frontera germano-polonesa moderna, establerta el 1945, segueix ka línia Oder-Neisse a la major part de la seva longitud. S'estén des del Mar Bàltic al nord a la República Txeca al sud.

## Història

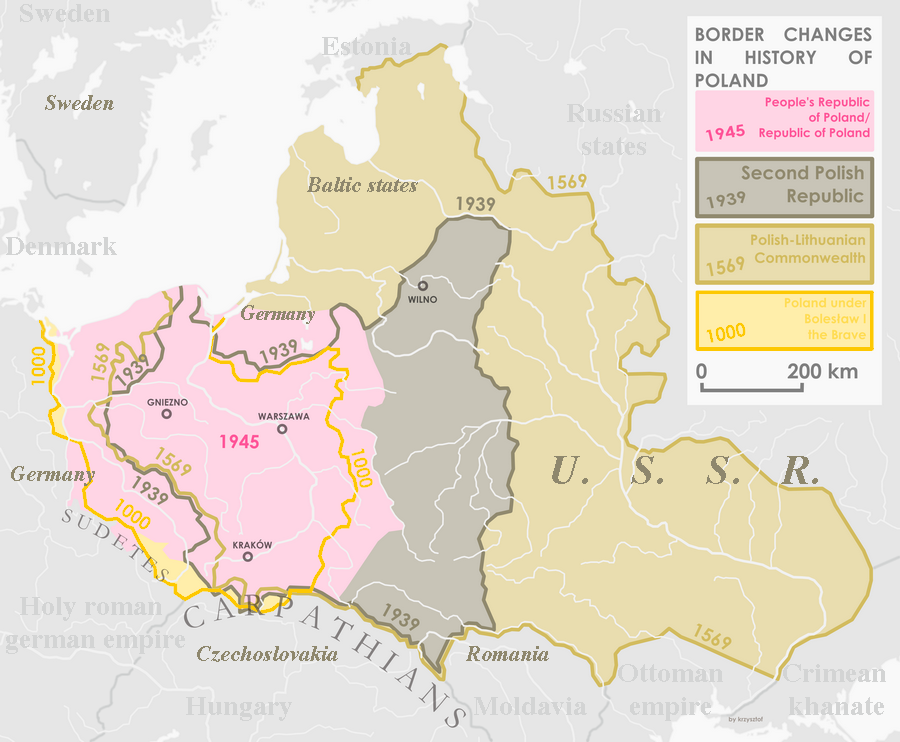
Història de canvis de fronteres de Polònia, que mostra els canvis a la frontera entre Alemanya i Polònia

La frontera entre Alemanya i Polònia té els seus orígens en els inicis de l'estat polonès. Els rius Oder (Odra) i Neisse (la línia Oder-Neisse) foren una de les primeres fronteres naturals entre Alemanya i les tribus eslaves. Durant diversos segles es va moure cap a l'est, es va estabilitzar al voltant del segle xiv, i va desaparèixer a finals del segle xviii, amb les particions de Polònia, en les quals els veïns de Polònia, entre ells l'alemany Regne de Prússia, es van annexionar tot el seu territori.
Després que Polònia recuperés la seva independència en acabar la Primera Guerra Mundial i els 123 anys de particions, el 1921 es va establir una llarga frontera entre Alemanya i Polònia de 1912 km de longitud (incloent un 607 quilòmetres de frontera amb Prússia Oriental). La frontera va ser formada en part pel Tractat de Versalles, en part per plebiscits (plebiscit de l'Alta Silèsia, plebiscit de Prússia Oriental), i en part pel resultat dels conflictes fronterers regionals (els aixecaments de Silèsia). La forma d'aquesta frontera s'assemblava de manera aproximada a la que hi havia abans de la partició de Polònia.
Després de la Segona Guerra Mundial, la frontera va quedar dibuixada per la línia Oder-Neisse, davant la insistència de la Unió Soviètica. Això va ser acordat pels principals Aliats de la Segona Guerra Mundial - l'URSS, els Estats Units i el Regne Unit, a la Conferència de Ialta i a la Conferència de Potsdam, sense cap mena de consultes significatives amb Polònia (o Alemanya). Aquesta frontera va ser una compensació a Polònia pels territoris de Polònia annexionats per la Unió Soviètica, i van tenir com a resultat diverses transferències significatives, cap a l'est, de població alemanya dels "Territoris recuperats", igualant els trasllats de població polonesa dels territoris de Kresy. És més o menys coincident amb la centenària frontera històrica entre els estats alemanys i polonesos de l'Edat Mitjana. Va dividir diverses ciutats en dues parts - Görlitz / Zgorzelec, Guben / Gubin, Frankfurt de l'Oder / Słubice, Bad Muskau / Łęknica.
La frontera va ser reconeguda per la República Democràtica Alemanya al Tractat de Zgorzelec el 1950, per Alemanya Occidental el 1970 al Tractat de Varsòvia, i per l'Alemanya unificada, l'any 1990 al Tractat de la frontera germano-polonesa de 1990. Va ser objecte de correccions menors (intercanvi de terres) l'any 1951. Les fronteres romangueren entreobertes entre 1971-80, quan els polonesos i els alemanys de l'Est podien creuar sense un passaport o un visat; però, es va tancar de nou després d'uns anys, sobretot a causa de la pressió econòmica sobre l'economia d'Alemanya de l'Est dels compradors polonesos.
Arran de la caiguda del comunisme a Polònia i Alemanya, i la unificació alemanya, la frontera va esdevenir frontera de la Unió Europea. Durant un cert període, fou "la frontera més fortament vigilada d'Europa". Després que Polònia s'adherís a la Unió Europea el 2004, els controls fronterers es van relaxar d'acord amb els Acords de Schengen, i el 2007 s'eliminaren els controls de passaports.
Les fronteres modernes de Polònia i Alemanya estan habitades per prop d'un milió dels seus respectius ciutadans a banda i banda de la frontera.